# L'industria culturale in Italia
L'industria culturale in Italia è un libro scritto da Michele Sorice, ricercatore e docente di comunicazione politica e sociologia, nel quale viene effettuato un exurcus storico sulla nascita della cosiddetta industria culturale e sulla sua evoluzione e diramazione nel corso del Novecento.
Sorice introduce il lettore nel mondo della produzione artistica agli albori della massificazione, svelando quali siano stati i retroscena, le cause, le motivazioni che hanno spinto il mondo economico-produttivo a convertire in distribuzione massificata e industriale, quei prodotti che sembravano realizzabili e diffondibili solo attraverso una strategia artigianale e selezionante.
Il lettore scoprirà anche quali siano stati i personaggi artistici utilizzati come vettore di diffusione della nascente industria culturale, in primis Enrico Caruso, per quanto riguarda l'industria musicale.
Sorice analizza quali siano stati i periodi della industria culturale italiana, caratterizzati da mezzi di distribuzione della informazione e della cultura spesso innovativi, come lo sono stati la radio, protagonista assoluta nella prima metà del Novecento e la televisione, reginetta nella seconda metà del secolo.
Attorno a questi due importanti mezzi di comunicazione, Sorice, descrive gli sviluppi altalenanti del cinema, del libro, del teatro e di tutti gli strumenti sfruttati dall'industria dell'intrattenimento, dello spettacolo e della cultura.

## Edizioni
- Michele Sorice, L'industria culturale in Italia, Editori Riuniti, 1998,  pp.124 , cap.14.